# Quinto potere (album)
Quinto potere, stilizzato Qvinto Potere, è il secondo album in studio del gruppo rap italiano Gente Guasta, pubblicato il 21 settembre 2001 dall'etichetta Royality Records/Gente Guasta Records. Il 18 ottobre 2013 l'album viene ristampato in CD e pubblicato sugli store digitali dalla Saifam/Vibrarecords e distribuito dalla Sony Music.

## Il disco
Il titolo dell'album è un evidente riferimento al film Quinto potere di Sidney Lumet del 1976, infatti i temi ricorrenti trattati dal gruppo sono la televisione e i mass media in generale. Nella canzone Chatty boy disser (c fai o c6?), il gruppo si scaglia contro il sito di file sharing illegale di musica Napster (ora piattaforma legalizzata e a pagamento). Altra canzone degna di nota è la title track, che denuncia i programmi-spazzatura del periodo.
L'album, come il precedente, vanta diverse collaborazioni internazionali e non. Da segnalare il ritorno della Pina, presente in veste di giornalista di un giornale radio negli skit Edizione straordinaria e Affari internazionali.

## Tracce
1. Chatty boy disser (c fai o c6?) – 3:24
2. Siamo messi bene (feat. DJ Tayone e DJ Zak) – 5:31
3. Edizione straordinaria (feat. La Pina) – 1:00
4. Ma che gente c'è (feat. Ahzen) – 5:35
5. Affari internazionali (feat. La Pina) – 0:51
6. Il qvinto potere – 4:09
7. Why You on My Dick Like That (feat. DJ Double S (scratch), Dominicano e Opius 1) – 4:50
8. La gente sono tutti pazzi pt. 1 (feat. FFiume e DJ Mbatò (scratch)) – 3:19
9. Contanti alla mano (feat. Problemz & Missin' Linx) – 4:14
10. Il killer e il microfono (feat. Toni L e Boulevard Bou) – 5:49
11. La gente sono tutti pazzi pt. 2 (feat. L-Mare) – 4:04
12. Uscire dal quartiere (feat. Defi J e Rival Capone) – 4:13
13. La Maison des artists '99 (feat. DJ Inesha (scratch), Sean) – 5:00
14. Una nuova civiltà terrestre (feat. Phastaman) – 0:32
15. Per non tornare mai più (feat. Tormento) – 3:48
16. Siamo messi bene (remix) – 3:53